# 卡尔内阿德斯
卡尔内阿德斯（英語：Carneades），（前213年—前129年）。昔兰尼人（今属利比亚），是位哲学家，曾經在雅典学园从事研究工作，于公元前155年之前成为学园领袖，于公元前137年离任。他提出過卡涅阿德斯船板問題。